# Pittsburgh Riverhounds II

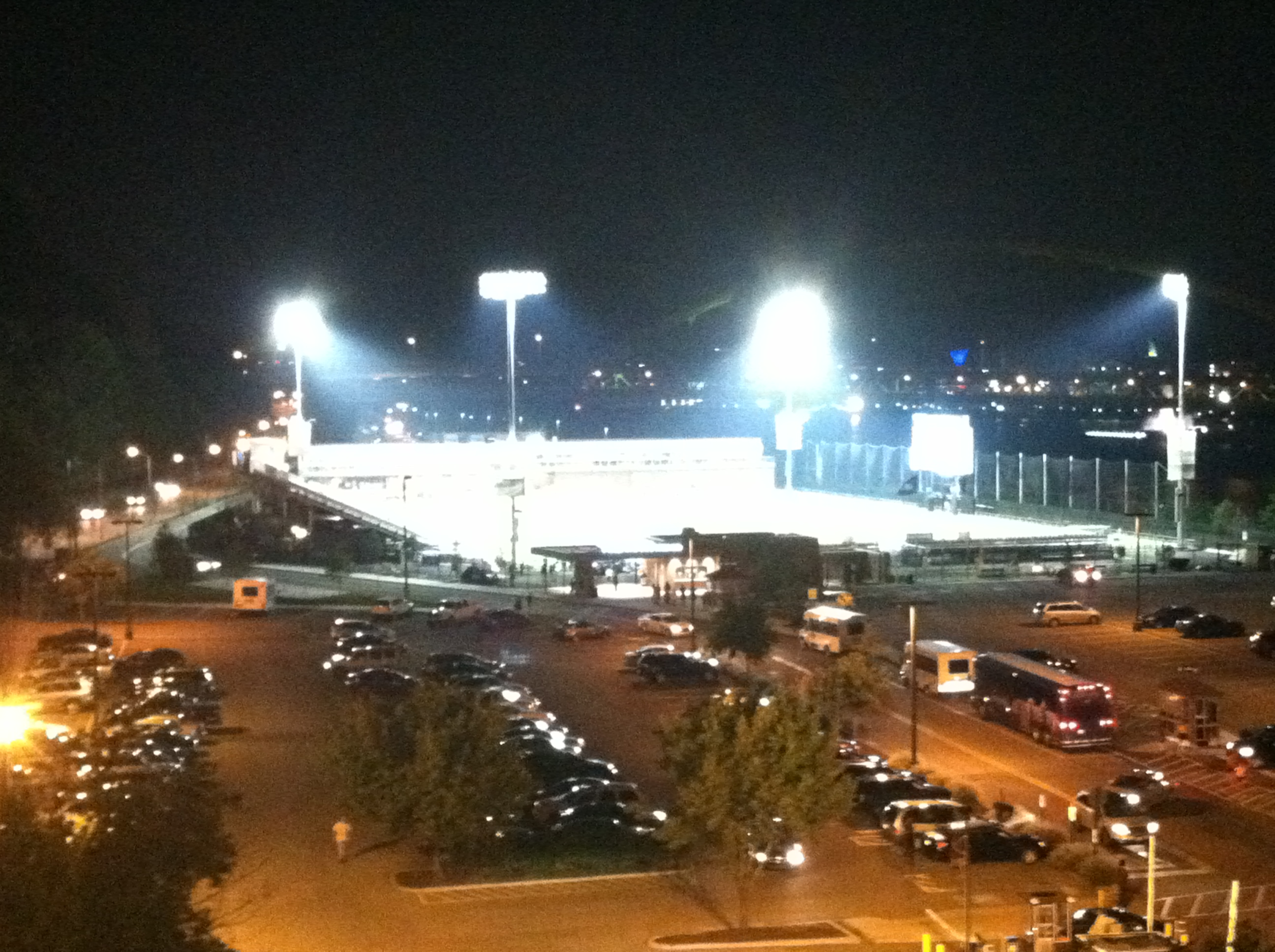
El Highmark Stadium de noche.

El Pittsburgh Riverhounds II es un equipo de fútbol de los Estados Unidos que juega en la USL Premier Development League, la cuarta liga de fútbol más importante del país.

## Historia
Fue fundado el 26 de noviembre del año 2013 en la ciudad de Pittsburgh, Pensilvania como un equipo filial del Pittsburgh Riverhounds de la USL Pro, y está compuesto por jugadores menores de 23 años. Fue uno de los equipos de expansión para la temporada 2014 de la USL Premier Development League, aunque lo hicieron bajo el nombre de Pittsburgh Umbrella.
El objetivo del club es darle oportunidad a los jóvenes universitarios de Pittsburgh para que tengan un equipo donde jugar en el verano, así como hacer más atractivo el deporte en el estado de Pensilvania para que a estos jugadores los puedan ver reclutadores de la USL Pro, NASL y de la MLS.
Su primer partido lo jugaron ante el Chicago Fire Premier, equipo filial del Chicago Fire el 23 de mayo del 2014, partido que perdieron 1-2 y su primer partido de local lo jugaron ante el Michigan Bucks el 4 de junio del 2014, el cual perdieron 0-4.
En su temporada inaugural terminaron en la última posición entre 6 equipos en la División de los Grandes Lagos obteniendo solo 7 puntos en 14 partidos y su goleador fue Geordhy Pantophlet con tres goles.

## Estadios
- Highmark Stadium (2013–)[3][2]

## Entrenadores
- Oz Bakirdan (2014-)[8][9]